# ڨ
La qaf con tres puntos (ڨ) o gāf es una letra adicional del alfabeto árabe utilizada en la escritura del tamazig argelino, mandinga y de ciertas variantes del árabe, y  anteriormente en la escritura del checheno. También se utiliza a veces para las lenguas tuareg y para el fula.

## Uso
En árabe, ⟨ڨ⟩ no se usa para la transcripción del árabe estándar moderno, pero en el árabe argelino y tunecino se puede usar para representar una oclusiva velar sonora [ɡ]. No corre el riesgo de confundirse con la fa de tres puntos (ڤ, "ve") porque en estos dos países la escriben con los puntos por debajo ⟨ڥ⟩.   Se utiliza, por ejemplo, al escribir el nombre ⟨بورڨيبة⟩ “Bourgiba”. En Marruecos y Argelia occidental, el mismo sonido se representa con el kāf con tres puntos ⟨ݣ⟩, a veces escrito como  kāf con un trazo arriba.
En el tamazig argelino escrito con el alfabeto árabe, ⟨ڨ⟩ representa también una oclusiva velar sonora [ɡ] transcrita ⟨ⴳ⟩ con  tifinag y ⟨g⟩ con el alfabeto latino.
En el mandinga escrito con el alfabeto árabe, ⟨ڨ⟩ representa una oclusiva labio-velar sonora [ɡ͡b].
En el checheno escrito con alfabeto árabe, ⟨ڨ⟩ representa una oclusiva uvular sorda aspirada [qʰ].
En el tuareg escrito con el alfabeto árabe, ⟨ڨ⟩ a veces representa una consonante nasal velar [ŋ] .
En el fula escrito con el alfabeto árabe, ⟨ڨ⟩ representa una consonante nasal velar o, a veces, también, según Arendorff en 1913, una consonante nasal palatal [ɲ] .